# Auritella
Auritella — рід грибів родини іноцибові (Inocybaceae). Назва вперше опублікована 2006 року.